# Луиш, Лаура
Лаура Жозе Рамос Луиш  (порт. Laura José Ramos Luís; род. 15 августа 1992, Фуншал) — португальская футболистка, выступающая за женский клуб «Брага», участвующий в Женском национальном чемпионате Португалии, и женскую сборную Португалии по футболу на позиции нападающего.

## Биография
Лаура Луиш начала свою карьеру в португальском молодёжном футбольном клубе Групо Деспортиво Апел. В 2008 году она покинула свой молодёжный клуб и перешла в высшую женскую лигу Португалии в клуб Маритиму на острове Мадейра. Там она отыграла два сезона, после чего летом 2010 года присоединилась к их местному конкуренту — Деспортиво Мадейра.
Осенью 2011 года Лаура Луиш покинула Мадейру и отправилась в Техасский университет в Браунсвилле и Техасский Южный колледж (UTB / TSC), чтобы изучать спортивные науки, где она шесть месяцев играла за одноимённую коллежскую женскую футбольную команду.
В марте 2012 года она подписала контракт с клубом американской W-лиги Санта Кларита Блу Хит. Там Лаура была игроком резерва и осенью того же года вернулась на родину в Маритиму.
После просмотра с июля 2013 года в ФКР 2001 Дуйсбург, 14 августа 2013 года она подписала контракт с клубом на сезон 2013—2014, участвующим женской немецкой Бундеслиге.
12 июля 2016 года Лаура подписал годовой контракт с ФК Карл Цейс Йена 30 июня 2017 года.
В мае 2017 года Луис сообщила, что она переходит в Брагу вместе со своей соотечественницей Долорес Силва с сезона 2017/18 гг., где и выступает по настоящее время.

## Достижения
- Чемпион Португалии: 2019/20[5]
- Финалист Кубка Лиги Португалии: 2019/20
- Финалист Суперкубка Португалии: 2019/20
- Чемпион 2. Фрауен Бундеслига: 2015/16